# The Rattled Rooster
Pour plus de détails, voir Fiche technique et Distribution.
The Rattled Rooster est un court métrage d'animation américain de la série Looney Tunes, réalisé par Arthur Davis et produit par la Warner Bros. Cartoons, sorti en 1948.